# Morteaux-Coulibœuf
Morteaux-Couliboeuf – miejscowość i gmina we Francji, w regionie Normandia, w departamencie Calvados.
Według danych na rok 1990 gminę zamieszkiwało 517 osób, a gęstość zaludnienia wynosiła 44 osoby/km² (wśród 1815 gmin Dolnej Normandii Morteaux-Couliboeuf plasuje się na 428. miejscu pod względem liczby ludności, natomiast pod względem powierzchni na miejscu 401.).